# France Vanlaethem
France Vanlaethem (1945) is een Belgisch architect. Ze is oprichter van Docomomo Québec en is auteur en professor aan de Universiteit van Quebec in Montreal (Canada).

## Biografie
Vanlaethem studeert aan de École nationale supérieure d'architecture et des arts visuels La Cambre in Brussel, waar ze in 1969 afstudeert. Vervolgens promoveert zij in 1986 aan de Universiteit van Montreal op een proefschrift getiteld De moderne beweging in België. Avant-garde en beroep, 1919-1939. France Vanlaethem is sinds 1975 gewoon hoogleraar aan de School of Design van de Universiteit van Quebec in Montreal, waar ze aanvankelijk cursussen architectuurgeschiedenis, architectuur- en ontwerptheorieën in het programma design en milieu doceert. Vervolgens doceert ze in het kader van het doctoraal diploma moderne architectuur en erfgoed. Ze is ook scriptiebegeleider voor studenten kunstwetenschappen en scripties in kunstgeschiedenis en museologie, bemiddeling en erfgoed.
Ze werkt aan projecten rond modernistische architectuur, hedendaagse architectuur en design. In dat kader richt ze het Centre du design de l'UQAM op (1981-1986). Daarna wordt ze hoofdredactrice van het tijdschrift Architecture-Québec (ARQ) (1989-1993). Haar onderzoek focust op de opkomst van het modernisme, zowel in Quebec als in België.
Zij is co-auteur van L'architecture en Belgique, 1919-1939. Modernisme et Art déco. Zij deed onderzoek naar de ontwikkeling van het moderne Montréal, de bouw en de stadsplanning tussen 1940 en 1976, een onderzoek dat wordt gefinancierd door de Social Sciences and Humanities Research Council of Canada (SSHRC).
Gemotiveerd door haar inzet voor het erfgoed en haar expertise in de geschiedenis van de moderne architectuur in Quebec, is ze een van de eersten die zich uitspreekt tegen de respectloze renovatie van gebouwen uit de jaren 1960. Deze protestbeweging leidde tot een volksoploop tegen de herbestemming, herinrichting en actualisering van Westmount Square in 1988. Sinds 1992 is zij lid van Docomomo International, een erfgoedvereniging. Zij richtte de afdeling in Quebec op. Zij was lid van de Commission des biens culturels du Québec en de Conseil du patrimoine de Montréal.